# Volat V1
Volat V1 (МЗКТ-4901)  (біл. волат «могутня людина, велетень») —  білоруський  бронеавтомобіль.

## Історія

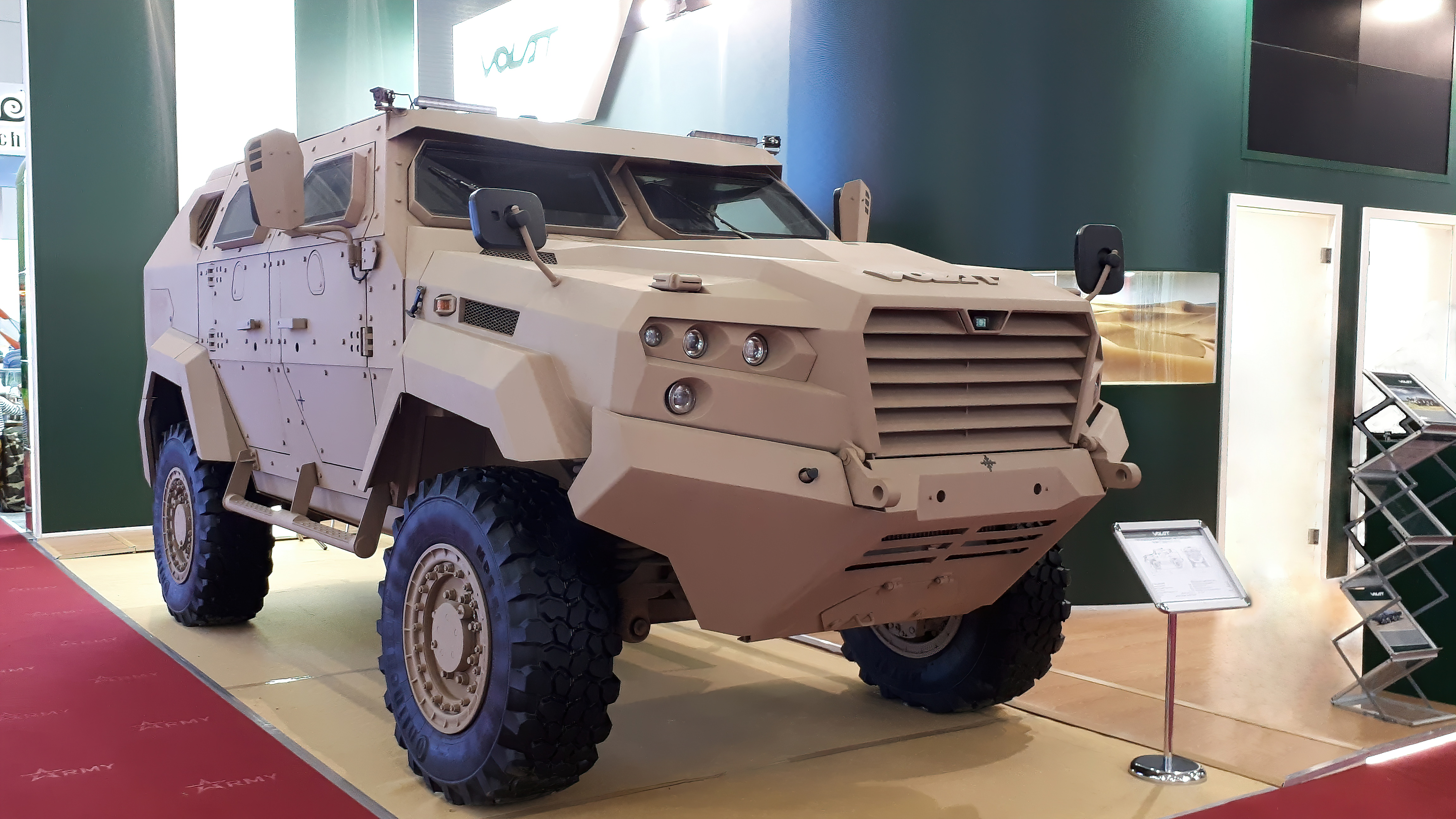
МЗКТ-490101-010 на виставці «Армія-2020»

Легкоброньований повнопривідний автомобіль МЗКТ-490100 (Volat V1) призначений для установки різного спеціального устаткування або перевезення 10 чоловік особового складу (2 + 8) і озброєння по всіх видах доріг і бездоріжжю в умовах підвищеної терористичної небезпеки. Зварений суцільнометалевий корпус забезпечує захист екіпажу по класу Бр 4 (ГОСТ 50963-96).
Дослідний зразок V1 був створений в 2016 році. Вперше машини з'явилася на виставці Eurosatory в Парижі. Бронеавтомобіль привернув увагу відвідувачів. Після закінчення виставки випробування V1 продовжилися. 
Наступний показ бронеавтомобіля Volat відбувся в травні 2017 року рамках виставки MILEX-2017. Було представлено три машини, але жодна країна не висловила бажання закупити V1.
Виготовляється для збройних формувань Республіки Білорусь.

## Варіанти і модифікації
- МЗКТ-490100 - дослідницька
- МЗКТ-490100-010
- МЗКТ-490100-011
- МЗКТ-490100-014 «Гроза-С» - РЕБ з БПЛА
- МЗКТ-490100-015 - БРДМ-4Б
- МЗКТ-490100-016 «Шершень-М» - протитанковий варіант з ПТРК «Шершень-М»
- МЗКТ-490100-017 - для СОБР
- МЗКТ-490100-018 «Рубон» - розвідувальний віріант
- МЗКТ-490100-019 «Богатырь-2» - радіостанція
- МЗКТ-490100-117 - варіант для прикордонників

## Оператори
- Білорусь